# Heinrich Haussler
Heinrich Haussler (Inverell, Új-Dél-Wales, Ausztrália, 1984. február 25. –) ausztrál születésű, német profi kerékpáros. 
A 2009-es Tour of Qataron megnyerte a pontversenyt, valamint a második helyen végzett az összetett versenyben. Pályafutása során egy szakaszgyőzelmet szerzett a Vuelta ciclista a Españán.
2023 áprilisában visszavonult a versenyzéstől.

## Sikerei
2005
- 1., 19. szakasz Vuelta a España

2006
- 1., 3. szakasz Rheinland-Pfalz-Rundfahrt
- 2 szakasz Vuelta a Murcia
- 2 szakasz Circuit Franco-Belge

2007
- 1., 5. szakasz Internationale Niedersachsen Rundfahrt
- 1., 1. szakasz Dauphiné Libéré

2008
- 1., 1. szakasz Bayern-Rundfahrt

2009
- 2., összetett, Tour of Qatar
  - 1., Sprintverseny
  - 1., 25 év alattiak versenye
- Volta ao Algarve
  - 1., 1. szakasz
  - 1., 5. szakasz
- 8., Omloop Het Nieuwsblad
- Paris Nizza
  - 1., 2. szakasz
- 2., Milánó–Sanremo
- 2., Ronde van Vlaanderen
- 7., Párizs–Roubaix

## Külső hivatkozások
- Heinrich Haussler hivatalos honlapja